# Henry Liddell (1er comte de Ravensworth)
Henry Thomas Liddell, 1er comte de Ravensworth (10 mars 1797 - 19 mars 1878) est un pair britannique et député de plusieurs circonscriptions.

## Biographie
Liddell est le fils aîné de Thomas Liddell (1er baron Ravensworth). Il fait ses études au Collège d'Eton et St John's College, Cambridge. À la Chambre des communes, il représente le Northumberland de 1826 à 1830, puis North Durham de 1837 à 1847, et enfin Liverpool de 1853 à 1855. En 1855, il hérite de la pairie de son père et devient connu sous le nom de Lord Ravensworth.
Au Parlement, Liddell s'exprime souvent du côté conservateur des débats. Il soutient l'émancipation catholique mais est un adversaire des actes de réforme. En 1874, il est créé comte de Ravensworth et baron Eslington. Ces titres passent à son fils Henri à sa mort. À la mort d'Henry en 1903, le comté passe à son frère Atholl qui meurt l'année suivante.